# Avorio Barberini
L'avorio Barberini, anche noto come dittico Barberini, è un'opera dell'arte bizantina risalente alla tarda antichità. Si tratta di una tavoletta di avorio, composta da quattro placche (una quinta è mancante) con incisioni a basso- ed altorilievo, nello stile classicheggiante del teodosiano tardo, che raffigura il tema classico dell'imperatore trionfante. L'opera è generalmente datata alla prima metà del VI secolo ed è attribuita a una bottega imperiale di Costantinopoli, e l'imperatore raffigurato viene identificato con Anastasio I o, più probabilmente, con Giustiniano I.
L'avorio Barberini è conservato al Museo del Louvre di Parigi.

## Descrizione e storia
La tavoletta è costituita da quattro placche rettangolari; una quinta, andata perduta, venne rimpiazzata nel XVI secolo con un'altra recante l'iscrizione CONSTANT. N. IMP. CONST. Il registro centrale è formato da tre placche, delle quali quella centrale raffigura l'imperatore e quella di destra è quella sostituita, ed è racchiuso superiormente e inferiormente dalle ultime due placche.
L'avorio Barberini costituisce l'esemplare meglio conservato dei cosiddetti dittici imperiali, dei dittici di tema profano e civile. Il dittico completo misura 342 mm di altezza per 268 mm di larghezza; le dimensioni del pannello centrale sono 190 mm di altezza
per 125 mm di larghezza e 25 mm di profondità. L'opera è composta da avorio di elefante scolpito e decorato con incrostazioni di pietre preziose (sono rimaste sette perle). Contrariamente a quanto supposto da alcuni storici, non reca tracce di policromia. Il rovescio della tavoletta è piatto e liscio, senza la depressione per la cera che si trova sui dittici consolari utilizzati come tavolette per scrivere. Malgrado ciò, vi sono delle striature incise sul retro sopra le scritte in inchiostro: si tratta di una lista di trecentocinquanta nomi disposti su sei colonne (una preghiera per i defunti), tra i quali si riconoscono i nomi dei re di Austrasia e nomi principalmente latini — in base all'onomastica, la lista proviene dall'Alvernia, e non dalla Provenza, come ci si aspetterebbe dalla sua localizzazione della tavoletta in epoca moderna. Non è certo che questa tavoletta appartenesse a un dittico, non è sicura, cioè, l'esistenza di un altro gruppo simile di placche che formino una seconda foglia, raffigurante per esempio l'imperatrice: il peso di questa prima tavoletta è già abbastanza importante per essere facilmente manipolato e svolgere così una funzione utile. Per di più, non vi è traccia di una cerniera, che indicherebbe un punto di piegatura.
Le iscrizioni sul retro sono datate al VII secolo (probabilmente attorno al 613) e mostrano che l'opera fu portata molto presto in Gallia. La sua storia successiva è ignota fino al 1625, quando l'avorio venne offerto da Nicolas-Claude Fabri de Peiresc al legato Francesco Barberini ad Aix-en-Provence, per poi entrare a far parte della collezione di quest'ultimo a Roma. Venne acquisita dal Museo del Louvre nel 1899 e appartiene da allora alla collezione del dipartimento degli oggetti d'arte (numero d'inventario OA 9063).

## Iconografia
L'opera combina da una parte il tema classico della grande potenza dell'imperatore trionfante, coronato dalla Vittoria e il cui regno universale è sinonimo di pace e prosperità, e dall'altra il nuovo motivo della vittoria cristiana, ottenuta grazie alla benevolenza del Cristo che benedice l'imperatore. Viene quindi introdotta una nuova gerarchia cosmica nella raffigurazione del trionfo imperiale: si tratta dunque di un'opera squisitamente politica, che rientra nella propaganda imperiale. La qualità del lavoro permette di attribuirlo a una bottega costantinopolitana.

### Pannello centrale

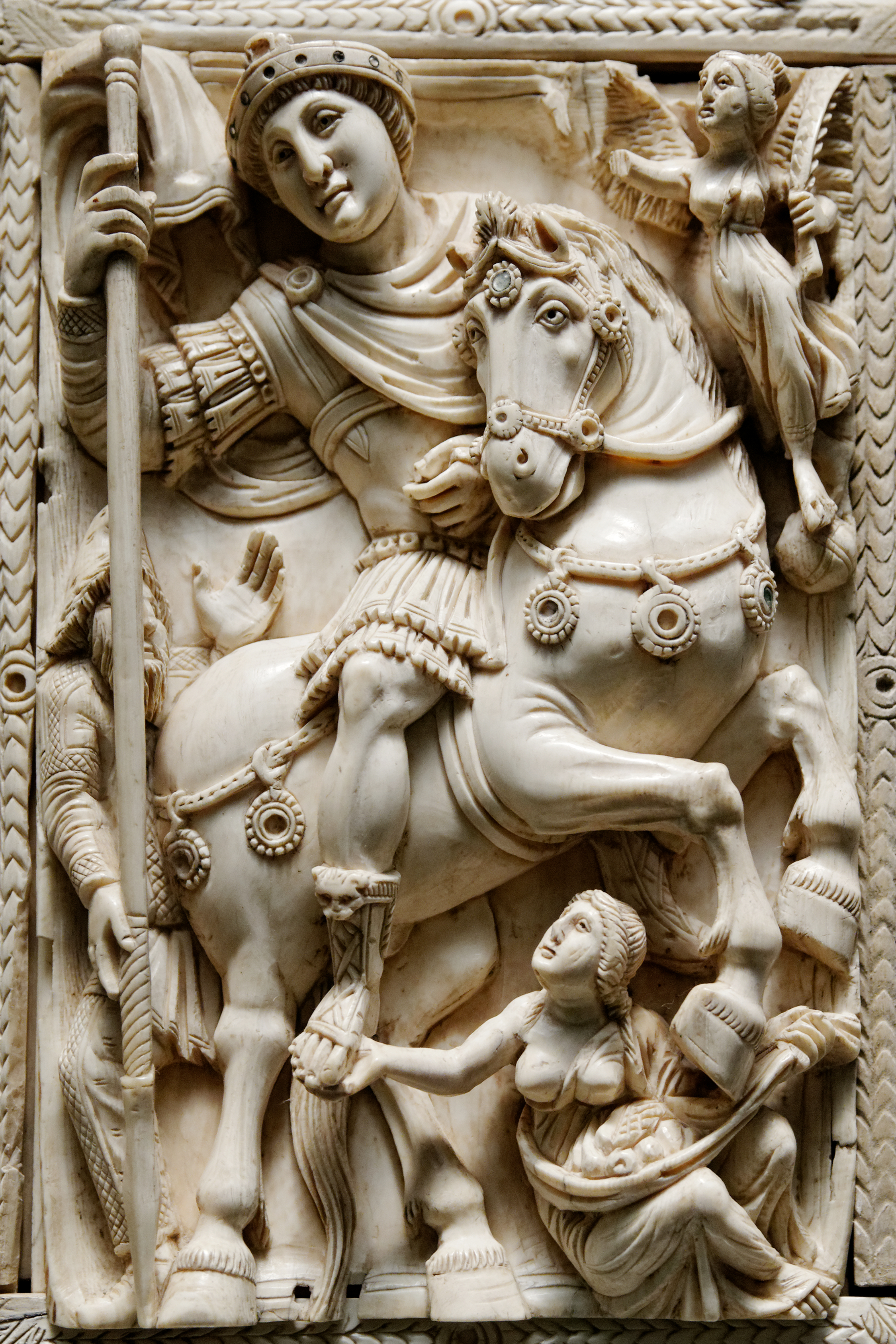
L'imperatore trionfante del pannello centrale dell'avorio Barberini.

La composizione è organizzata attorno al pannello centrale, che la domina con il suo tema così come per la sua qualità stilistica. Il motivo scolpito rappresenta la figura trionfante di un imperatore a cavallo; il sovrano tiene nella destra l'asta di una lancia, la punta conficcata nella terra, e nella sinistra le redini del suo destriero. Dietro la lancia è visibile la figura di un barbaro, distinguibile come tale per la sua capigliatura e la sua folta barba, ma soprattutto per i suoi vestiti: indossa un copricapo ricurvo, simile ad un berretto frigio, ad indicare la sua origine orientale, una tunica con le maniche lunghe e braghe. Raffigurante un persiano o uno scita, rappresenta i popoli sconfitti dall'imperatore: il suo toccare la lancia con la destra e sollevare la sinistra è un simbolo di sottomissione.
Nell'angolo inferiore destro, sotto il cavallo, una donna è seduta per terra con le gambe incrociate: il suo vestito è scivolato e ha scoperto il seno destro; con la sinistra tiene un lembo della veste con cui regge dei frutti, simboli di prosperità; il braccio destro è disteso e con la mano regge il piede destro dell'imperatore, in un gesto di sottomissione. Si tratta di una personificazione della Terra, che rappresenta sia la dominazione universale dell'imperatore che, soprattutto, la prosperità del suo regno, simboleggiata dai frutti che reca. Questa personificazione è frequentemente presente, con questo stesso ruolo, sulle immagini dell'imperatore in maestà trionfante: ad esempio, è presente nel missorio di Teodosio, dove Tellus è raffigurata nell'esergo, sotto la figura di Teodosio I in trono e in maestà; è lo stesso caso del rilievo della pietas augustorum sull'Arco di Galerio, dove i tetrarchi sono accompagnati da tutta una serie di personificazioni, tra cui Gaia, la Terra. Queste personificazioni di Tellus/Gaia sono generalmente riconoscibili dal loro attributo principale, la cornucopia, il corno dell'abbondanza: si tratta di un elemento assente nell'avorio Barberini, ma la falda del vestito di Tellus, pieno di frutti, ne riprende la forma e la funzione simbolica.

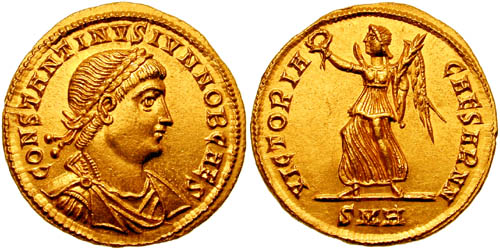
Solido di Costantino II (326/330). Al rovescio è raffigurata una Vittoria alata che regge nella sinistra un ramo di palma, simbolo di trionfo, mentre stende la destra con una corona nell'atto di incoronare il sovrano vincitore (la legenda è VICTORIA CAESAR NN, "vittoria del nostro cesare"). Il pannello centrale dell'avorio Barberini reca l'identico tema iconografico, pur essendo stato prodotto due secoli dopo.

Simmetricamente a questa prima figura femminile, nell'angolo superiore destro della placca è raffigurata una Vittoria alata, in piedi su di un globo recante l'incisione di una croce, che tiene nella sinistra una palma, simbolo di trionfo, mentre la destra, spezzata, reggeva con tutta probabilità una corona per l'imperatore. Questa personificazione è un altro dei motivi quasi obbligatori delle raffigurazioni dell'imperatore trionfante: si ritrova su numerose monete, ma anche nella scultura, come nel caso della scena del sacrificio nell'arco di Galerio e in alcuni dittici consolari.
L'imperatore, con i capelli tagliati a scodella o ad "arco" in modo che la frangia disegni un arco di cerchio intorno al suo viso, indossa una corona decorata di perle, delle quali quattro ancora esistenti. I tratti del viso, di forma ovale, sono abbastanza pesanti, specie le sopracciglia e il naso, ma danno un aspetto sorridente al ritratto imperiale. Il sovrano veste la tenuta militare del comandante in capo dell'esercito, funzione nella quale è raffigurato: porta una tunica corta sotto la corazza, e, sopra di questa, il paludamentum ("mantello"), con un lembo che svolazza dietro la sua figura, fermato sulla spalla da una fibula rotonda, in origine decorata con una pietra preziosa come la corazza; gli stivali che calza hanno i lacci incrociati e sono decorati da una testa di un leone. I finimenti del cavallo sono decorati con una serie di medaglioni, in origine decorati da pietre preziose, oggi scomparse ad eccezione di quella al centro della testa.
Il rilievo del motivo centrale è particolarmente accentuato: la Vittoria, la lancia e, in misura minore, le teste dell'imperatore e della sua cavalcatura, sono scolpite quasi a tutto tondo. La cura usata nel disegnare i drappeggi, così come nel modellare alcuni dettagli anatomici come i muscoli delle gambe dell'imperatore, possono essere qualificati come classicheggianti. Queste caratteristiche, assieme alla disproporzione delle figure, servono a sottolineare la maestà della persona imperiale, un tema tipico dell'arte teodosiana.

### Pannello laterale

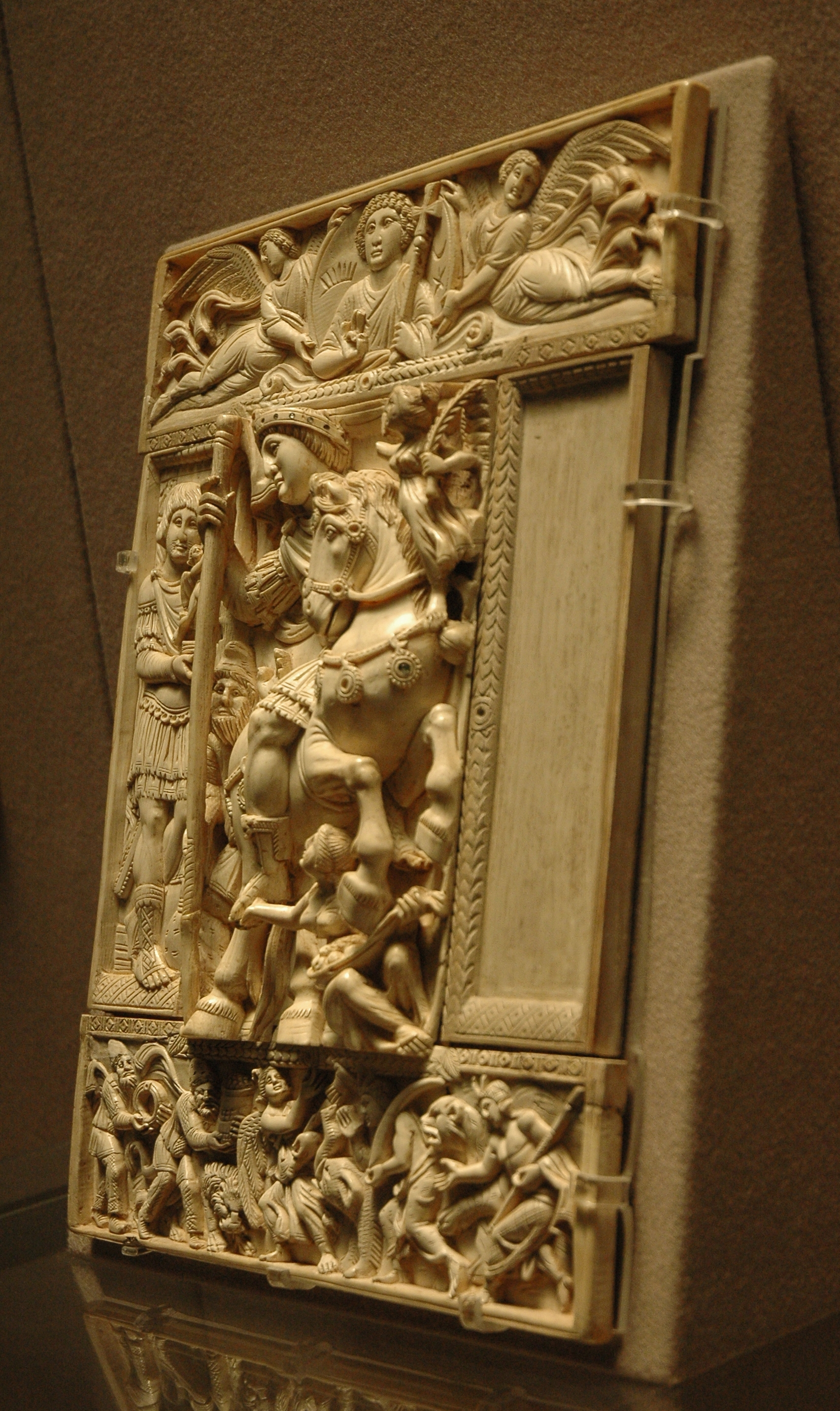
La vista a tre-quarti evidenza la differenza di rilievo tra il pannello centrale e quelli laterali dell'avorio Barberini.

Le placche laterali sono di un rilievo meno elevato e, stilisticamente, realizzate con un grado di virtuosità minore. La profondità massima del rilievo centrale è pari a 28 mm contro gli 8–9 mm solamente per i pannelli laterali.

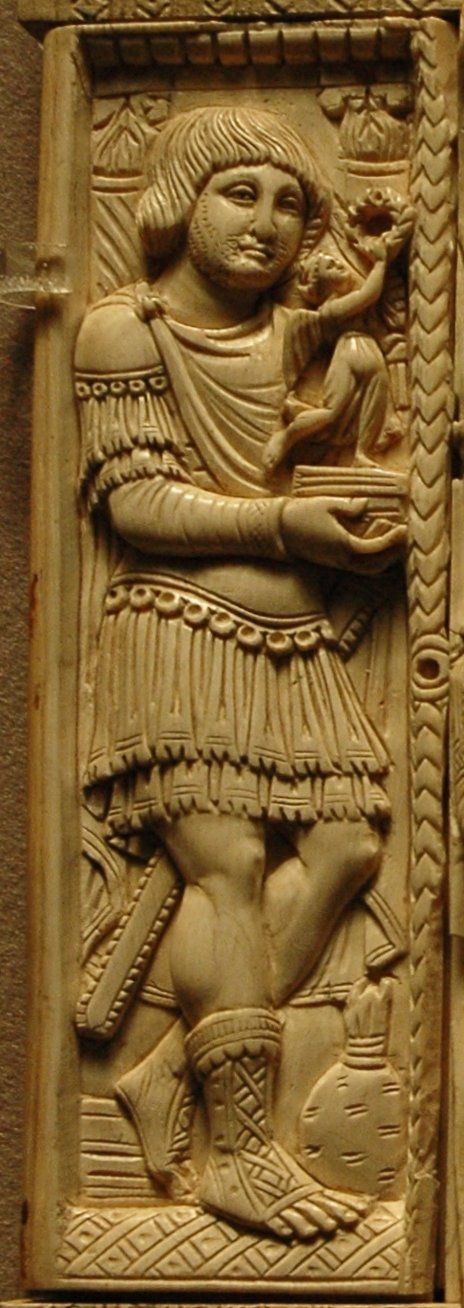
Pannello sinistro dell'avorio, raffigurante l'alto ufficiale mentre reca all'imperatore una statua della Vittoria.

Il rilievo della placca sinistra raffigura un ufficiale superiore riconoscibile dalla sua panoplia militare, comparabile a quella dell'imperatore: barbato, porta corazza e paludamento, fissato alla spalla destra con una fibula meno elaborata. Si distingue, fissato alla cintura, il fodero decorato di perle della sua spada, portata a sinistra. Questo personaggio avanza verso l'imperatore, recandogli una statuetta della Vittoria montata su di un piedistallo e che regge una palma e una corona, in tutto simili a quelli del pannello centrale. L'ufficiale è all'interno di una decorazione architettonica, consistente in due colonne con capitello corinzio e una pavimentazione, forse in opus sectile, che rimanda a una sala del palazzo.
Questo personaggio è talvolta interpretato come un console, in quanto sia la statua della Vittoria che la borsa con l'oro ai suoi piedi sono attributi consolari. Ma anche se un'allusione alla sparsio, la donazione consolare raffigurata in altri dittici (come quello di Clementino del 513 e quello di Giustino del 540), la borsa d'oro è simbolo ancor più evidente del bottino di guerra, e costituisce così una prova del trionfo imperiale. Del resto, anche il cesare e console Gallo è raffigurato con una statuetta della Vittoria in mano nell'illustrazione del Cronografo del 354 , sebbene indossi in quella immagine le vesti civili e non quelle militari. L'ufficiale dell'avorio Barberini dovrebbe piuttosto raffigurare un generale che abbia preso parte alla campagna vittoriosa celebrata nel rilievo; è naturale supporre che il principio di simmetria che domina questo tipo di composizioni abbia voluto la presenza di un secondo generale, nel pannello di destra, oggi mancante.
Esiste anche la possibilità che il personaggio in questione raffiguri il re franco Clodoveo I, al quale forse l'imperatore Anastasio I Dicoro inviò l'Avorio Barberini nel 508.

### Pannello inferiore
Il pannello inferiore costituisce una sorta di banda decorata con una doppia processione di barbari e d'animali, che converge verso la figura centrale di una Vittoria, la quale è girata verso l'alto e la figura imperiale della placca centrale. La Vittoria tiene sul braccio sinistro un trofeo militare, costituito dal tradizionale tronco sul quale è fissata una panoplia. I barbari avanzano portando all'imperatore diversi doni rappresentanti le loro tribù e si distinguono per il loro abiti e per le bestie selvagge che li accompagnano. A sinistra, due personaggi con la barba appartengono allo stesso popolo di quello del pannello centrale, vestiti con una tunica corta, il berretto frigio e scarpe chiuse; uno tiene una corona, l'altro un recipiente cilindrico di contenuto ignoto, forse una borsa d'oro, e sono preceduti da un leone. Si tratta di Persiani o Sciti.
A destra sono due barbari, vestiti in maniera decisamente differente: a torso nudo, portano un copricapo di tela decorato di piume, un semplice panno avvolto intorno alla vita e dei sandali. Il primo porta sulla spalla una zanna di elefante e il secondo un bastone, la cui funzione è ignota. Accompagnati da una tigre e da un piccolo elefante, sono identificabili con degli Indiani.

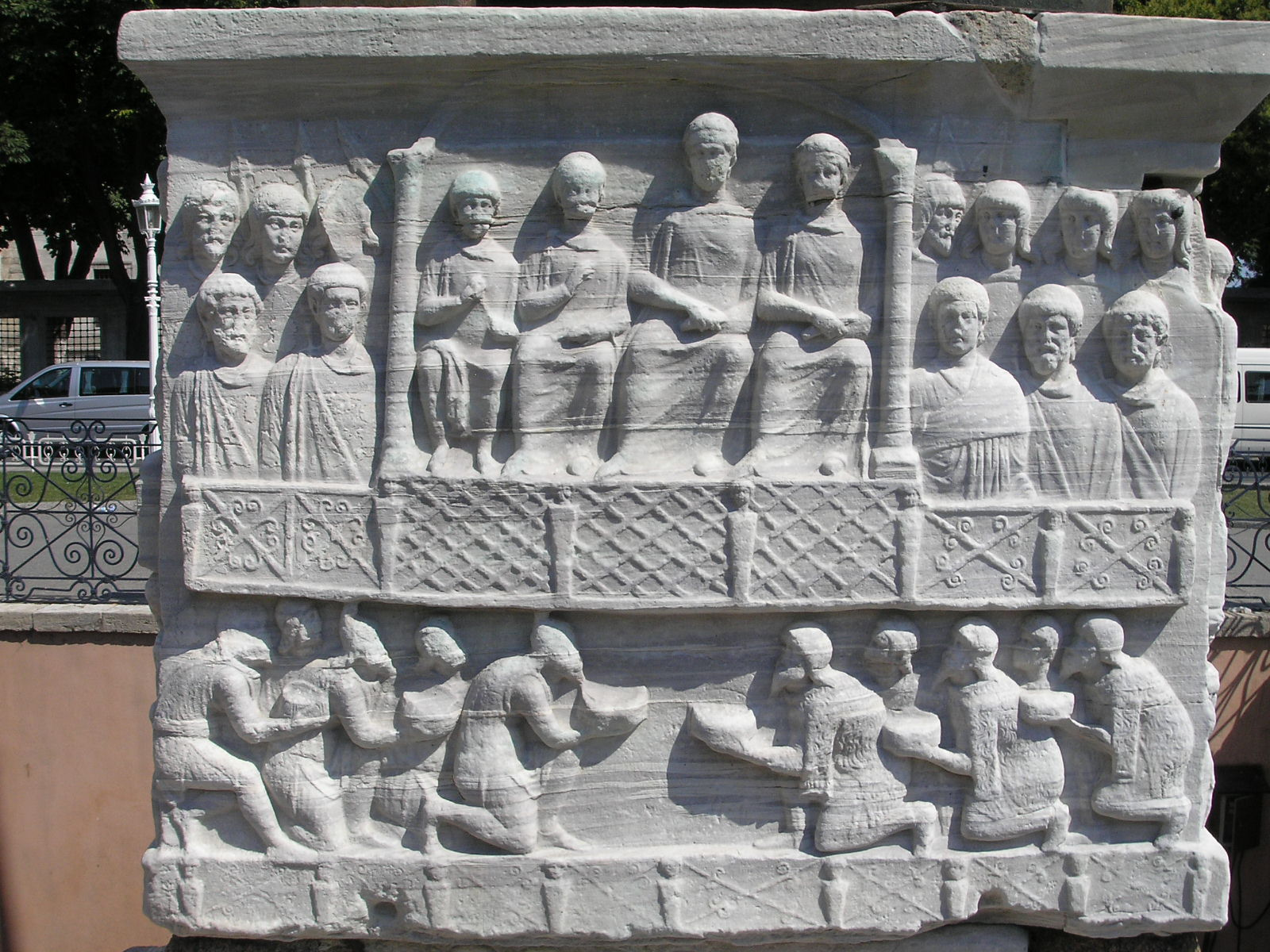
Faccia nord-occidentale della base dell'Obelisco di Teodosio a Costantinopoli: la scena rappresenta l'imperatore che riceve due processioni di barbari vinti recanti il tributo

Il motivo dei barbari che recano omaggio all'imperatore è ricorrente nei bassorilievi politici romani e bizantini: è quello dell'aurum coronarium, la consegna dei tributi. Questo tema raffigura la clemenza dell'imperatore e sottolinea il simbolismo della vittoria imperiale. Uno dei due frammenti d'avorio attribuiti ad un dittico imperiale e che si trova a Milano raffigura questo motivo, anche se è un po' anteriore. Lo si ritrova anche a Costantinopoli, per esempio sulla base della Colonna di Arcadio, in una composizione nell'insieme comparabile a quella dell'Avorio Barberini, o sulla base dell'Obelisco di Teodosio nell'ippodromo. In quest'ultimo caso i barbari, in numero di dieci, sono similmente divisi in due gruppi convergenti verso la figura centrale dell'imperatore, la cui maestà è in trono, all'interno del palazzo, in compagnia degli altri augusti: si ritrovano i Persiani a sinistra e quelli che potrebbero essere dei Germani o dei Goti a destra. La Vittoria è assente in questo rilievo, ma è ben presente sulla base della colonna di Arcadio, così come su di un'altra base, ugualmente perduta, tradizionalmente attribuita alla Colonna di Costantino: in entrambi i casi la Vittoria è raffigurata in posizione centrale, come una sorta di intermediario tra i barbari sconfitti e la figura dell'imperatore, posta nel registro superiore.

### Pannello superiore
Il pannello superiore è occupato da due angeli che sorreggono una imago clipeata, un grande medaglione raffigurante il busto di Cristo, giovane e imberbe, che regge nella mano sinistra uno scettro sovrastato da una croce e con la destra atteggiata nel tradizionale gesto di benedizione (l'anulare posto sopra il pollice). I simboli del sole, a sinistra, della luna e di una stella, a destra, incorniciano il busto. La coppia di angeli che sorreggono l'immagine di Cristo sono la versione cristiana delle Vittorie alate che reggono una personificazione di Costantinopoli, un motivo che si trova sulla seconda placca del dittico imperiale di Milano: la sostituzione è molto significativa e indica un cambiamento paradigmatico per la comprensione e la datazione dell'oggetto.

## Identificazione dell'imperatore
L'identificazione dell'imperatore raffigurato nel pannello centrale costituisce il problema centrale che ha occupato gli studiosi dell'avorio Barberini. Il primo proprietario moderno conosciuto dell'avorio, Nicolas-Claude Fabri de Peiresc, identificò senza alcun dubbio l'imperatore con Eraclio e indicò in suo figlio Costantino III l'ufficiale che reca la statua della vittoria al sovrano. In seguito sono state proposte le identificazioni con Costantino I, Costanzo II, Zenone e soprattutto con Anastasio I o Giustiniano I. L'identificazione è complicata dal fatto che l'imperatore raffigurato non è necessariamente colui sotto il regno del quale l'avorio è stato realizzato: la datazione dell'avorio non è dunque conclusiva riguardo l'identificazione della figura imperiale, ma è indubbiamente un'indicazione preziosa.

### Anastasio I

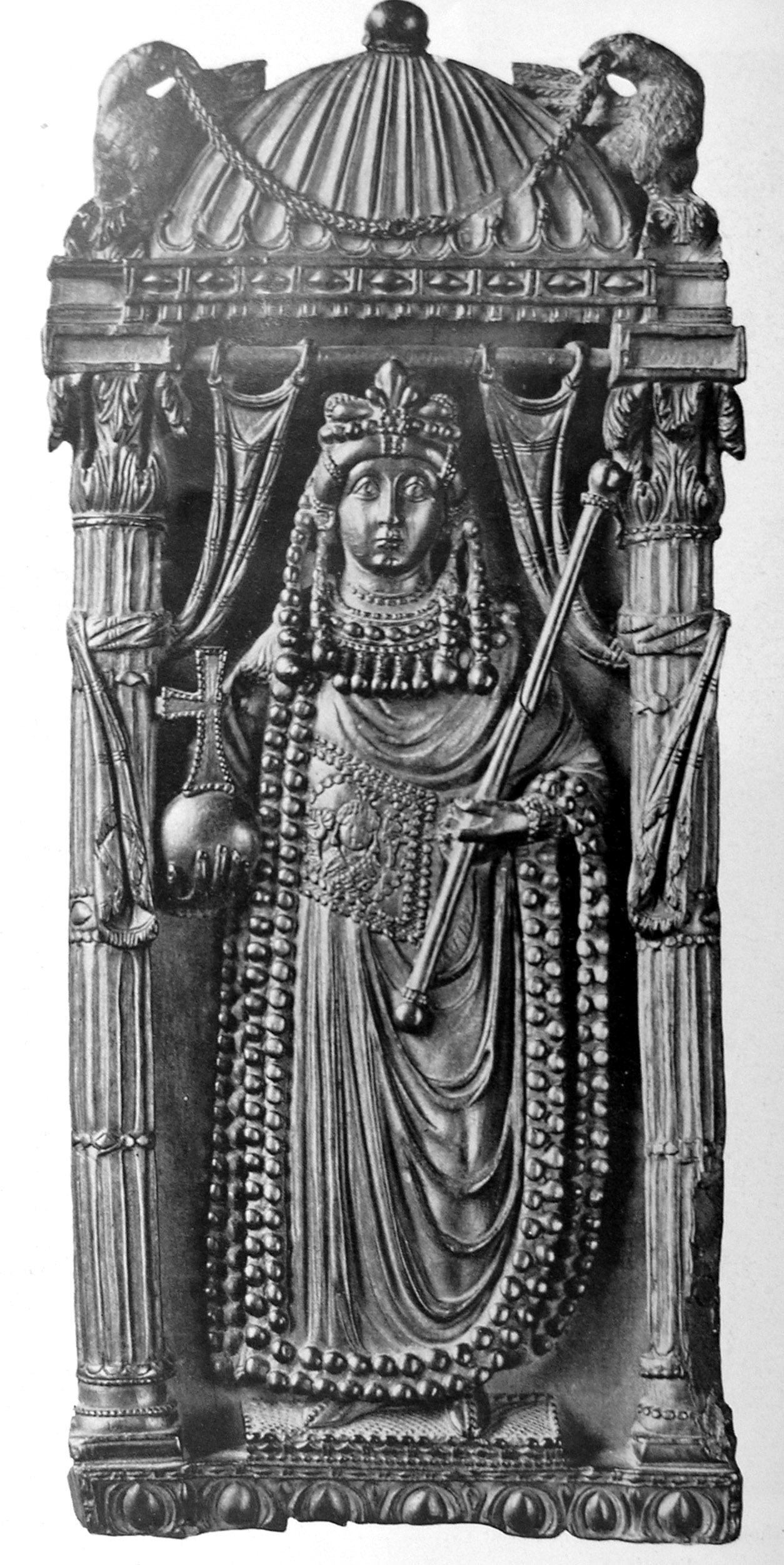
Placca d'avorio di un dittico imperiale, raffigurante Ariadne (Bargello, Firenze)

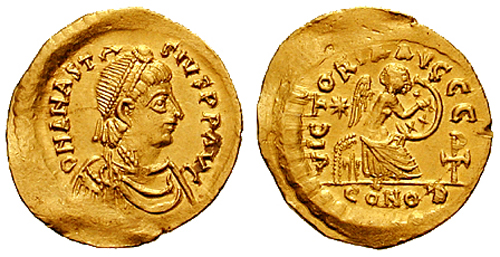
Semisse raffigurante l'imperatore Anastasio I

Dal punto di vista stilistico, la scultura in alto rilievo del pannello centrale è comparabile ad altre due placche d'avorio databili all'inizio del VI secolo, una raffigurante un'imperatrice e conservata al Bargello di Firenze e l'altra al Kunsthistorisches Museum di Vienna: si tratta dell'imperatrice Ariadne, sposa degli imperatori Zenone (474-491) e Anastasio I (491-518), morta nel 515. Questa somiglianza porta ad identificare l'imperatore dell'avorio Barberini con Anastasio.
Il regno di Anastasio fu segnato da una difficile guerra contro i Sasanidi tra il 502 e il 506, conclusasi con una pace che confermava lo status quo nel 506, ma che probabilmente venne presentata a Costantinopoli come un trionfo dopo gli insuccessi iniziali. La produzione dell'avorio Barberini sarebbe quindi riconducibile a questo contesto, e il trionfo imperiale raffigurato nel pannello centrale sarebbe quello contro i Persiani.

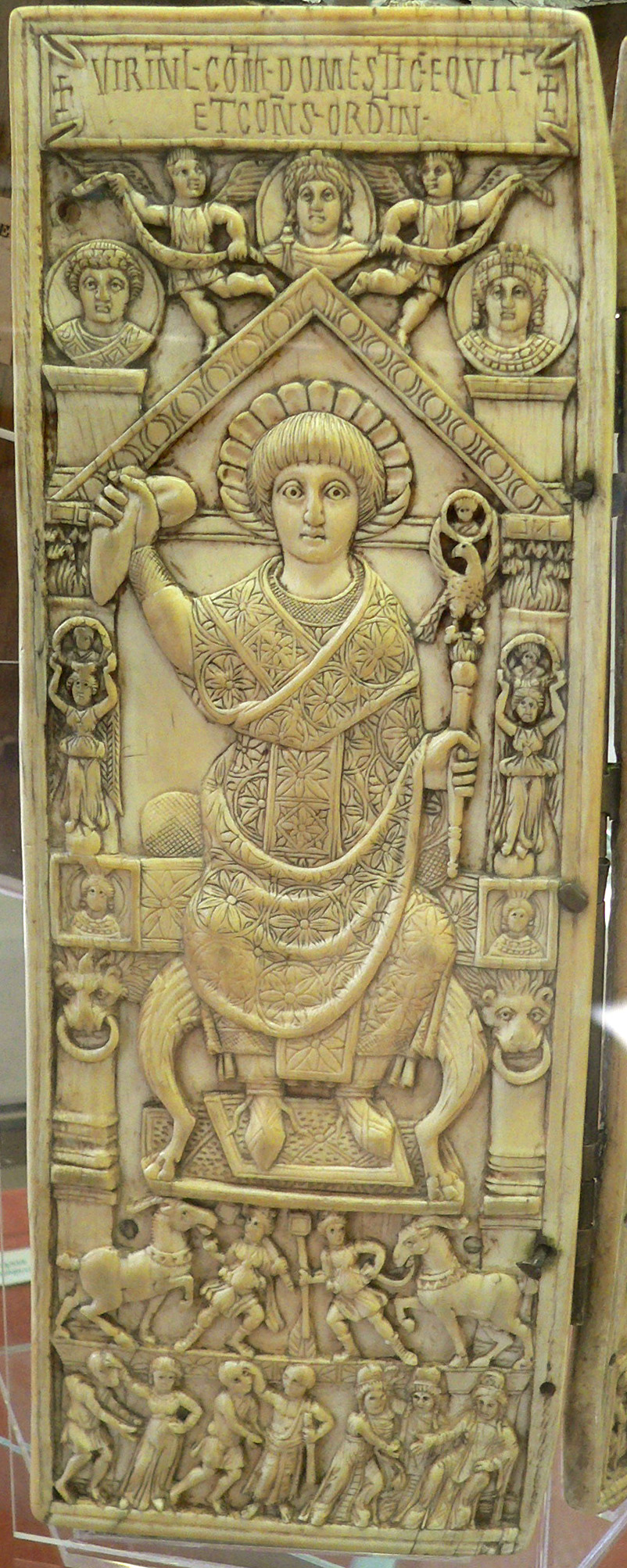
Dittico consolare di Sabiniano, console nel 517: presenta molte similitudini con l'avorio Barberini, come l'imago clipeata di Gesù nella parte superiore e i barbari che portano doni nella parte inferiore

Sebbene abbia delle caratteristiche in comune con alcuni consoli raffigurati su dittici contemporanei ad Anastasio — quello di Sabiniano (517) e quello di Magno (518) — il ritratto di Anastasio non assomiglia all'iconografia dell'imperatore, ad esempio al ritratto di Anastasio nel dittico di Sabiniano: si avvicina di più ai ritratti di Costantino I, tanto che alcuni studiosi lo identificano col primo imperatore cristiano. Del resto va notato che lo stesso Francesco Barberini aveva registrato il pezzo nel catalogo della propria collezione come un dittico raffigurante Costantino. Questa interpretazione è rafforzata anche dal pannello sostitutivo della placca di destra, dove si può riconoscere il nome di questo imperatore, a meno che non sia un riferimento a Costantino II, Costante I o Costanzo II.
I criteri stilistici non lasciano alcuna possibilità all'ipotesi che l'avorio sia anteriore alla fine del V secolo, e la somiglianza con il ritratto di Costantino si spiegherebbe con l'esplicita volontà di richiamarsi all'immagine di questo imperatore; in questa prospettiva era utile ad Anastasio meno che ad un altro imperatore, Giustiniano I.

### Giustiniano I
Lo stile delle placche secondarie, con i loro rilievi meno lavorati, e in particolare la resa puramente grafica e non plastica dei panneggi, concorda con una datazione più tarda dell'opera, prossima alla metà del VI secolo. La giustapposizione di pannelli di qualità diversa evoca un'altra opera celebre di questa epoca, la cattedra vescovile di Massimiano a Ravenna (545-556), verosimilmente un altro prodotto delle botteghe costantinopolitane: l'imperatore trionfante sarebbe allora Giustiniano I.

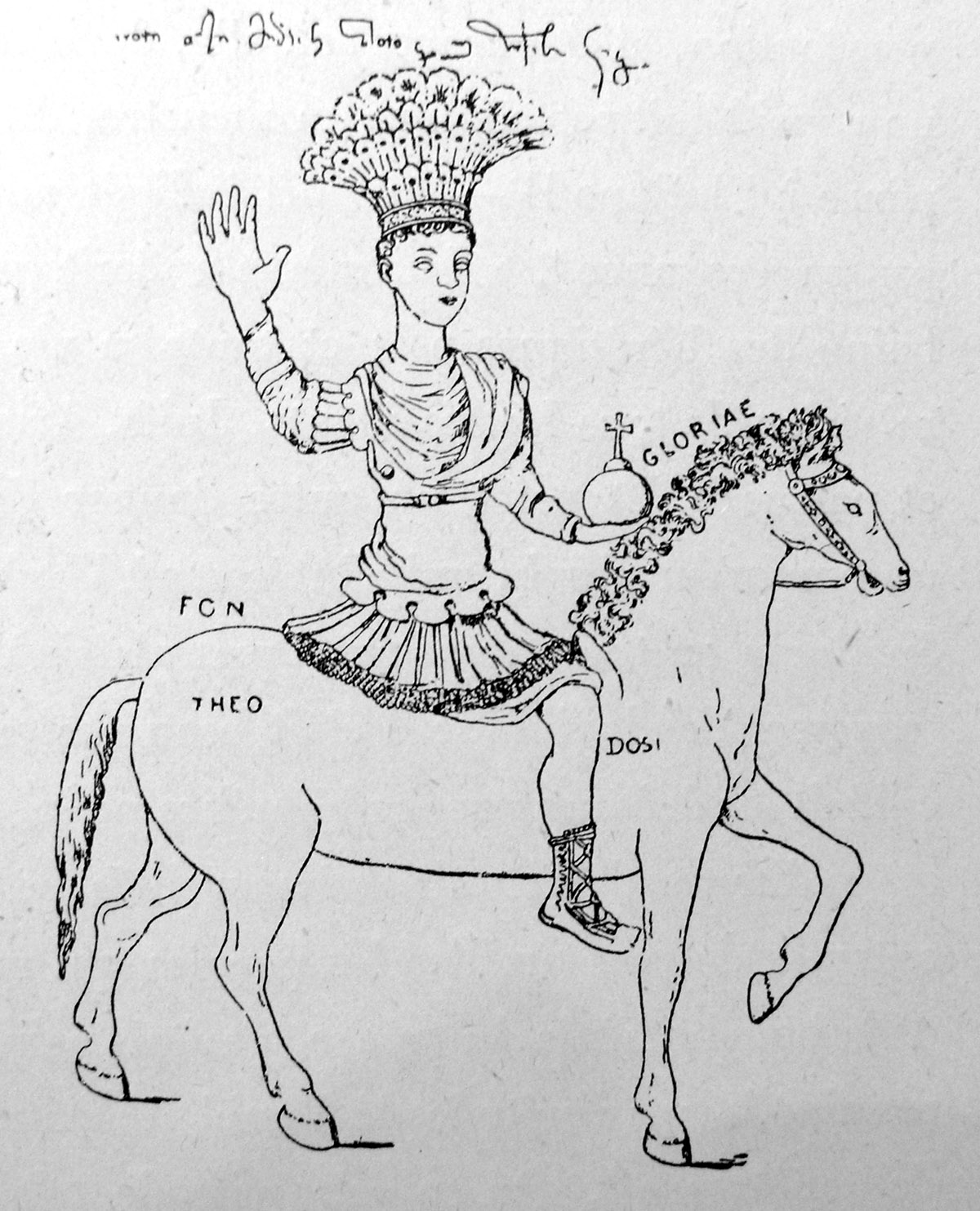
Disegno della statua equestre di Giustiniano I all'Augustaion di Costantinopoli

Il posto preponderante dato nella composizione alla figura del Cristo benedicente l'imperatore va inteso nello stesso senso: l'ultimo dittico consolare conosciuto, quello di Giustino (540), porta per la prima volta fianco a fianco Cristo e la coppia imperiale (Giustiniano e Teodora), all'interno di medaglioni posti sopra l'effigie del console; fino a quel momento la presenza di simboli cristiani sui dittici consolari si limita alle croci, come quelle che fanno da contorno ai ritratti imperiali sul dittico del console Clementino nel 513. La croce viene anche raffigurata nella corona portata da due angeli, un motivo ricorrente nell'arte teodosiana: altri avori, come quello di Murano, i bassorilievi della Colonna di Arcadio, la decorazione del sarcofago di Sarigüzel costituiscono altri esempi celebri. La sostituzione della croce con un busto di Cristo nella sommità dell'avorio Barberini segna un passo ulteriore nella cristianizzazione del rilievo, che sembra dunque più tardo del regno di Anastasio I, e corrisponde bene al cambiamento di ideologia osservato all'inizio del regno di Giustiniano. Il grande dittico imperiale di Londra, del quale non si conserva altro che una singola placca, raffigura un arcangelo che regge un globo crucigero e uno scettro, ed è ascrivibile allo stesso cambiamento.
L'identificazione dell'imperatore trionfante con Giustiniano corrisponde con l'immagine di sé che costruì questo imperatore, come altrove dimostrato dalla statua equestre, celebrante la vittoria più proclamata che reale sulla Persia, nota per un disegno di Nymphirios conservato a Budapest: si trovava sulla colonna eretta da Giustiniano nel 543/544 sull'Augustaion di Costantinopoli e fu lungamente descritta da Procopio di Cesarea. L'imperatore, montato su di un cavallo con una zampa alzata, tiene un orbe sormontato da una croce nella mano sinistra, mentre saluta con la destra; il suo copricapo è una corona di piume, la toupha, di dimensioni ragguardevoli. Secondo l'epigramma che ne costituisce la dedica e conservato nell'Antologia di Planude, e confermata da Procopio, la statua era orientata verso l'Oriente, verso la Persia, in segno di minaccia. Il collegamento di questa statua col sovrano trionfante dell'avorio Barberini si rafforza ancor di più se si tiene conto che in realtà essa formava con un gruppo di statue dell'Augustaion una composizione, completata da tre re barbari che offrivano il loro tributo all'imperatore, lo stesso motivo del registro inferiore dell'avorio Barberini.

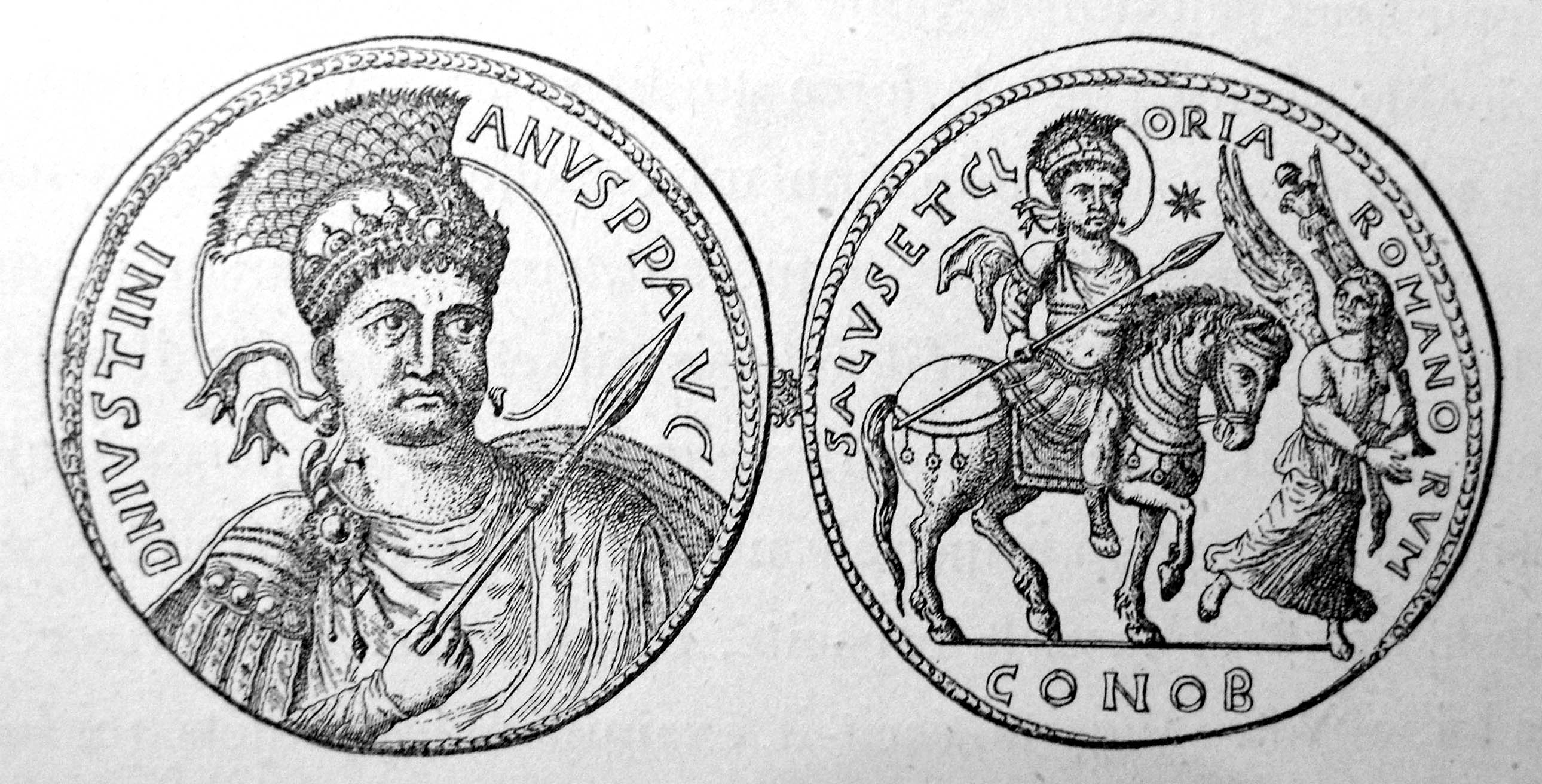
Multiplo di solido di Giustiniano I, raffigurante al rovescio una statua equestre dell'imperatore andata perduta

Alla statua dell'Augustaion va forse collegata una moneta da 36 solidi d'oro (164 g), scoperta nel 1731 e della quale non resta che una copia in galvanoplastica dopo il suo passaggio al Cabinet des médailles nel 1831. Il dritto raffigura un busto di Giustiniano nimbato, armato di lancia e vestito di corazza, incoronato con il diadema e la toupha, e reca la legenda DOMINVS NOSTER IVSTINIIANVS PERPETVVS AVGVSTVS ("Nostro Signore Giustiniano Perpetuo Augusto"). Il rovescio mostra Giustiniano nimbato, su di un cavallo riccamente ornato, i cui finimenti ricordano quelli dell'avorio Barberini, preceduto da una Vittoria che regge una palma e un trofeo col braccio sinistro, mentre una stella è presente nel campo e il marchio CONOB testimonia la fattura ad opera della zecca di Costantinopoli; la legenda è SALVS ET GLORIA ROMANORVM, ("Salute e gloria dei Romani"). Il ritratto di tre-quarti di Giustiniano permette di datare il medaglione a prima del 538, data dalla quale l'imperatore è rigorosamente raffigurato di fronte. Questa moneta eccezionale potrebbe essere stata coniata in occasione delle fastose celebrazioni tenute per il trionfo sui Vandali e la riconquista di Cartagine (534).
Un'ulteriore statua equestre, della quale non resta che la dedica conservata anche questa nell'Antologia di Planude, fu eretta all'Ippodromo. Il testo di questa iscrizione suggerisce una composizione monumentale che non può mancare di ricordare la scena dell'avorio Barberini.
Non esiste testimonianza iconografica contemporanea di questa statua, ma per la sua posizione nell'ippodromo — punto di raccolta per eccellenza del popolo costantinopolitano e, di conseguenza, luogo privilegiato per le immagini della propaganda imperiale — doveva essere una delle statue equestri dell'imperatore più celebri.

## Copia ateniese del pannello centrale

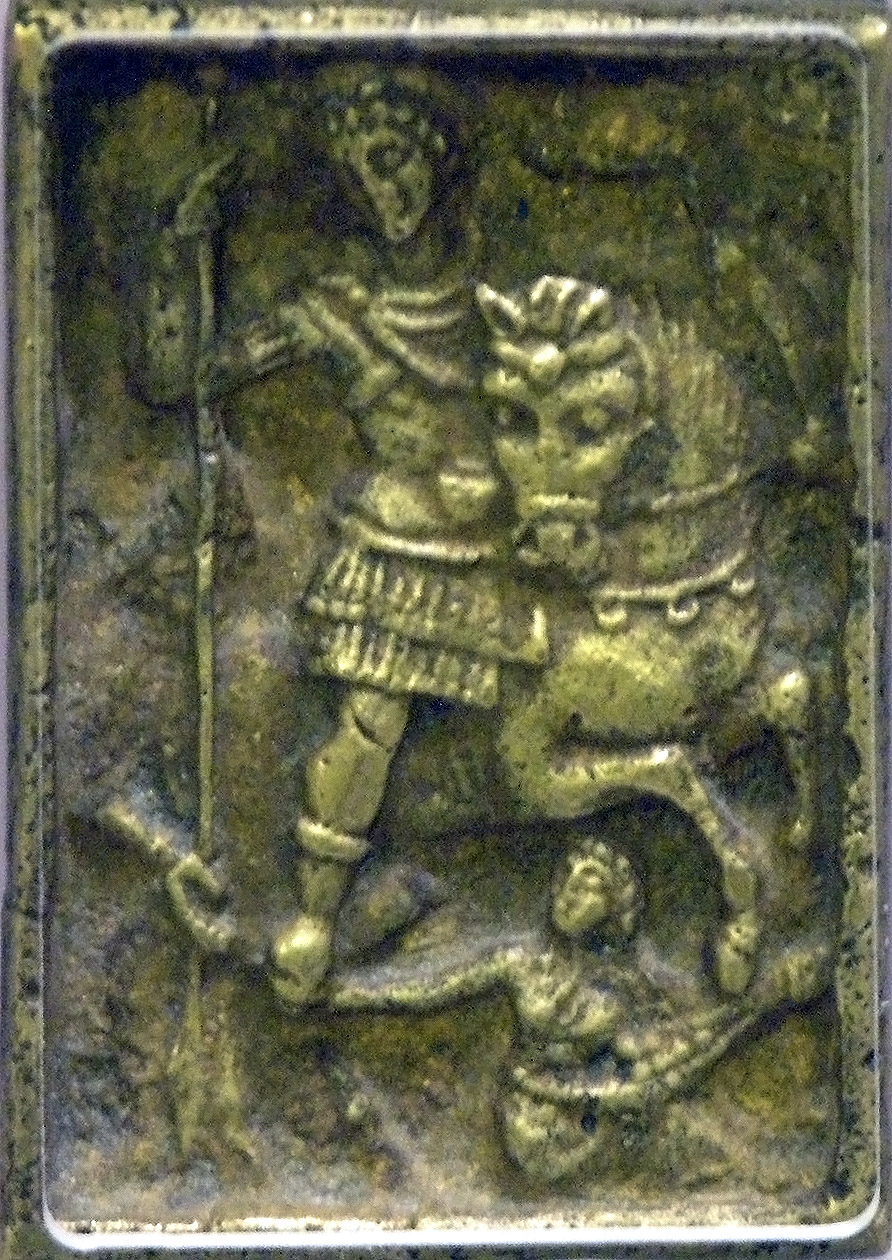
Peso in bronzo con una riproduzione del pannello centrale dell'avorio Barberini, Museo bizantino e cristiano di Atene

L'esistenza a Costantinopoli di queste statue equestri di Giustiniano I, sfortunatamente perdute, suggerisce che il tema centrale dell'avorio Barberini, piuttosto che crearne un modello nuovo, ne riprenda uno reso popolare da quelle stesse statue; esiste infatti almeno un altro esempio di questa iconografia, su di un supporto totalmente differente: un peso in bronzo, conservato al Museo bizantino e cristiano di Atene, reca l'esatta copia della scena centrale dell'avorio Barberini, fin nei minimi dettagli, anche se su scala più piccola. Quindi, o questo peso aveva per modello il dittico o, più probabilmente, entrambi avevano un comune riferimento nella statua perduta dell'Ippodromo di Costantinopoli. Sebbene non vi siano dubbi che il peso, come il dittico, fosse il prodotto di una bottega imperiale e dunque un oggetto ufficiale, esso, essendo una copia modesta e meno costosa, era probabilmente destinato a una più ampia circolazione.
L'esistenza di questa copia ridotta conferma la popolarità di queste immagini propagandistiche durante il regno di Giustiniano, aiutata anche dallo zelo imperiale nella loro diffusione e riproduzione con mezzi differenti, dal dittico in avorio, al peso in bronzo, alla statua a tutto tondo, alle monete. Non furono poche, durante il regno di Giustiniano, le guerre vittoriose o presentate come tali, giustificando dunque la produzione di tali oggetti.
La posizione prominente di un barbaro tradizionalmente identificato con un Persiano così come il legame con il gruppo statuario dell'Augustaion suggeriscono che fu la "Pace Eterna" conclusa con i Sasanidi nel 532 a fornire l'occasione per la creazione di questa iconografia, anche se criteri stilistici non escludono una datazione successiva.